# Arquidiócesis de Toulouse
La arquidiócesis de Toulouse o de Tolosa (en latín: Archidioecesis Tolosana y en francés: Archidiocèse de Toulouse) es una circunscripción eclesiástica de la Iglesia católica en Francia. Se trata de una arquidiócesis latina, sede metropolitana de la provincia eclesiástica de Toulouse. Desde el 9 de diciembre de 2021 su arzobispo es Guy André Marie de Kérimel, de la Comunidad del Emmanuel. Desde el 19 de enero de 1935 los arzobispos de Toulouse llevan además los títulos de obispos de Cominges (en latín: Convenarum) y de Rieux (en latín: Rivensis).

## Territorio y organización

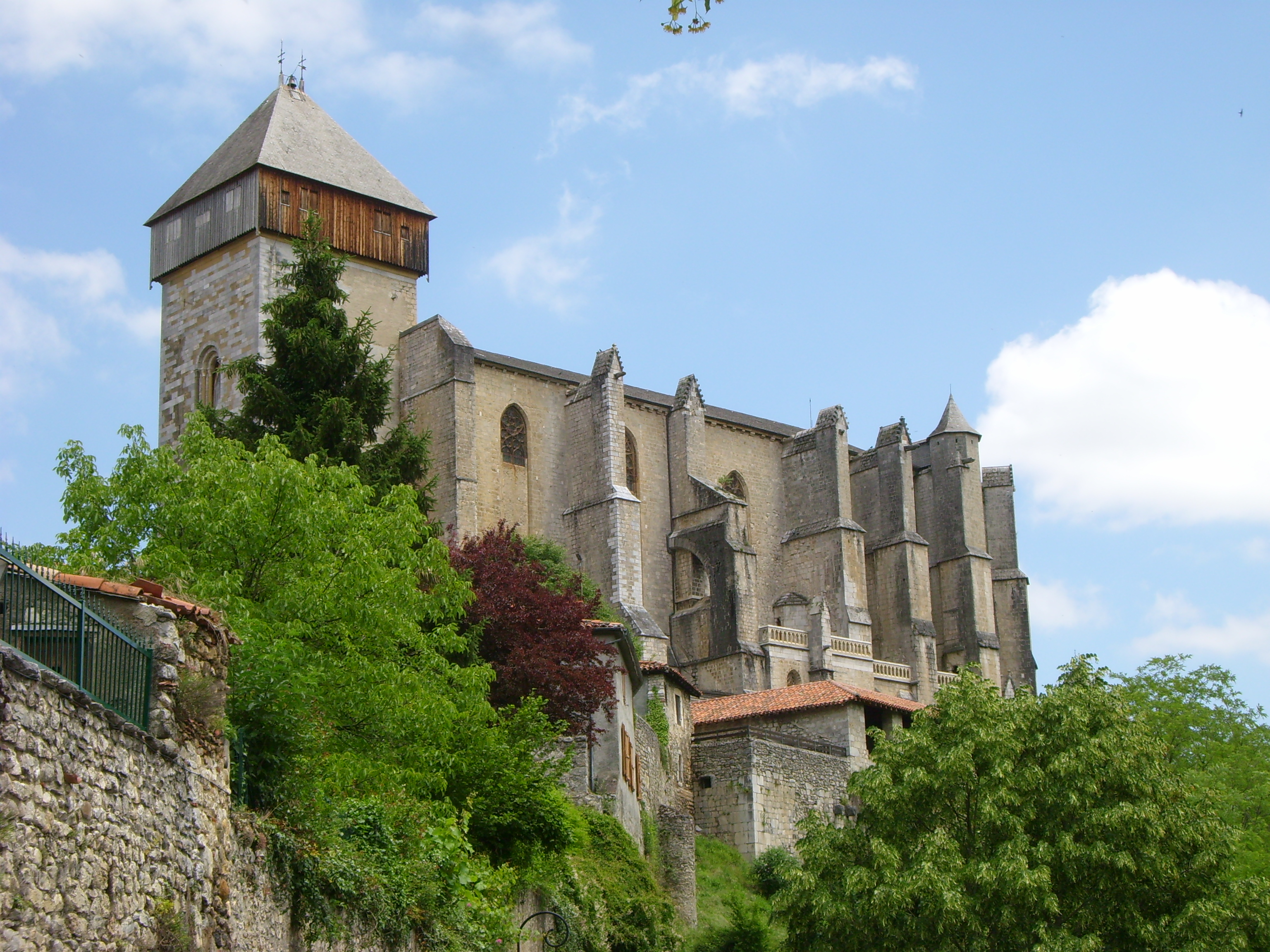
Excatedral de Nuestra Señora, en Saint-Bertrand-de-Comminges

La arquidiócesis tiene 6372 km² y extiende su jurisdicción sobre los fieles católicos de rito latino residentes en el departamento de Alto Garona en la región de Occitania.

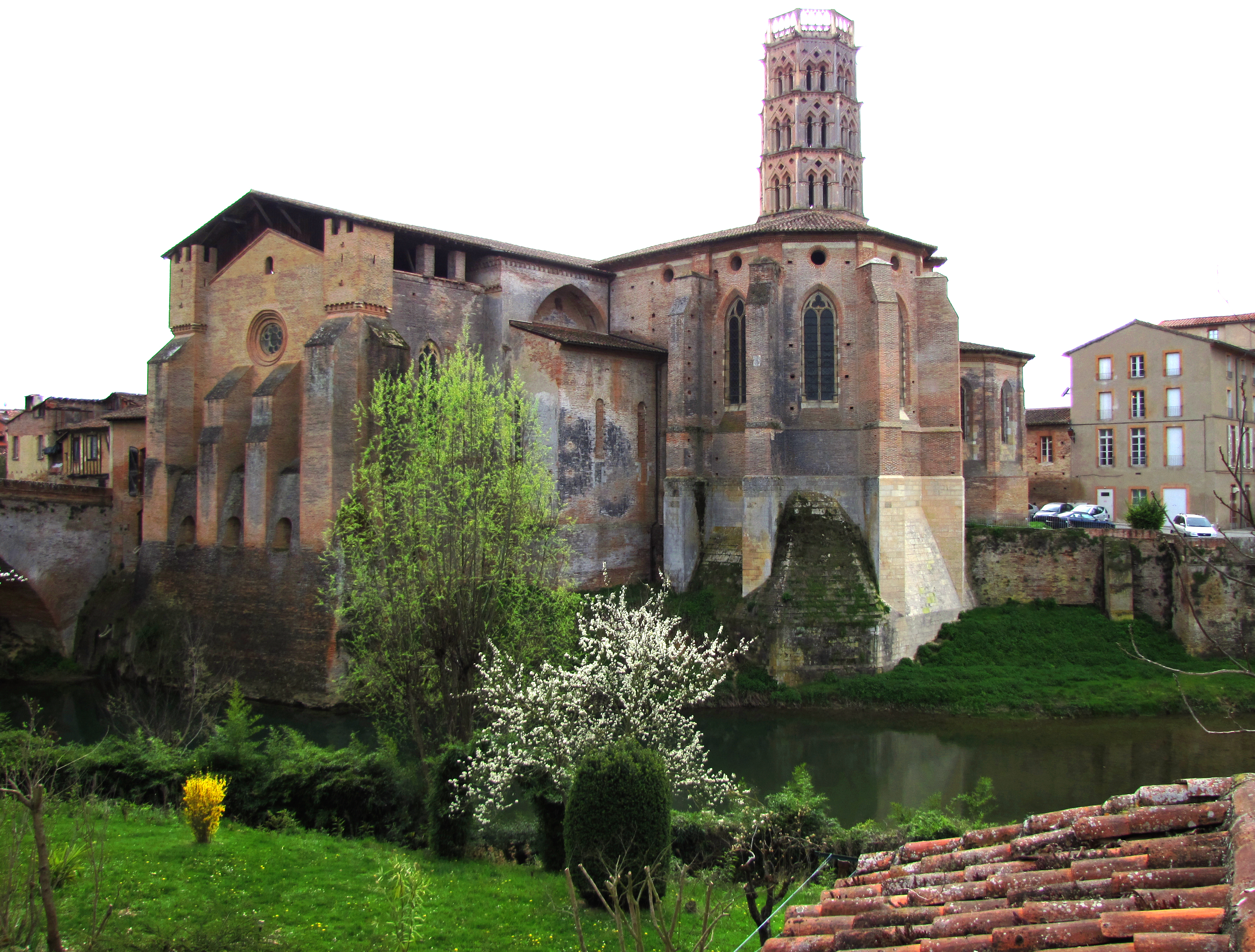
Excatedral de la Natividad de la Virgen, en Rieux-Volvestre

La sede de la arquidiócesis se encuentra en la ciudad de Toulouse (también en español: Tolosa), en donde se halla la Catedral de San Esteban y las basílicas de San Sernín y de la Dorada. En el territorio de la arquidiócesis se encuentran dos antiguas iglesias catedrales: la de Nuestra Señora, en Saint-Bertrand-de-Comminges (ex diócesis de Cominges), y la de la Natividad de la Virgen, en Rieux-Volvestre (ex diócesis de Rieux). En Pibrac se halla la basílica de Santa Germana.

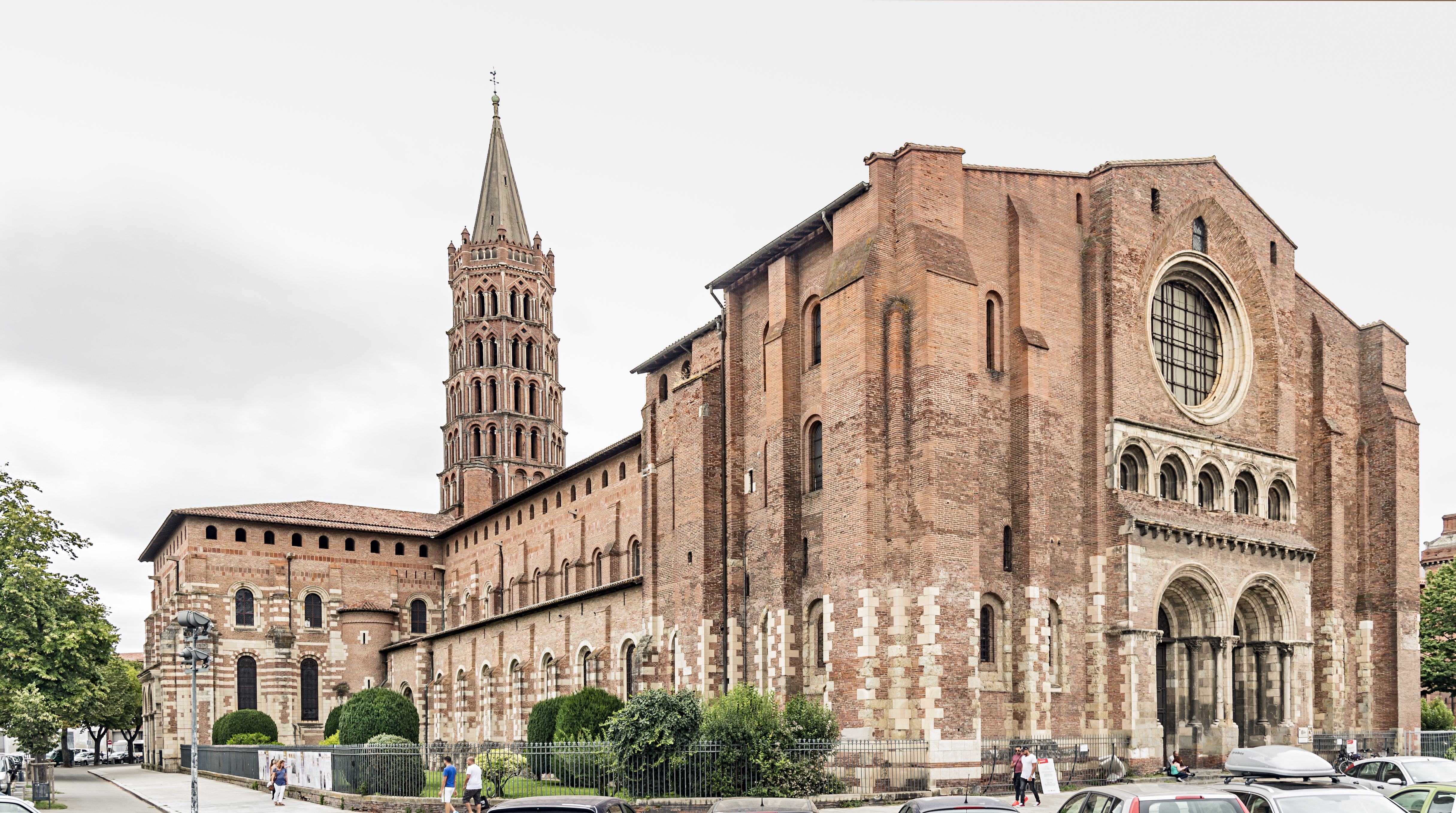
Basílica de San Sernín, en Toulouse

La arquidiócesis tiene como sufragáneas a las arquidiócesis de Albi y Auch y a las diócesis de: Cahors, Montauban, Pamiers, Rodez y Tarbes y Lourdes.

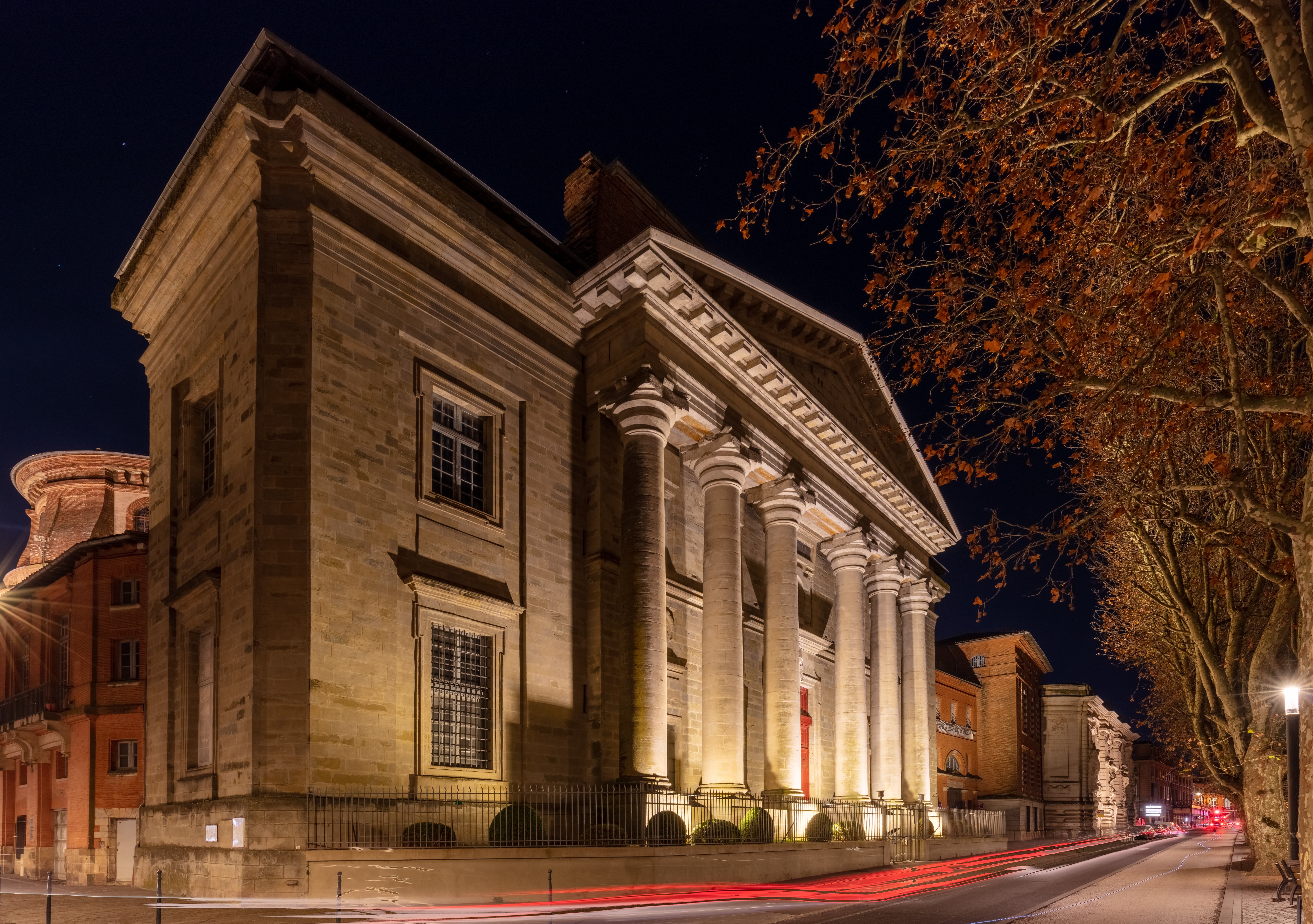
Basílica de la Dorada, en Toulouse

En 2022 en la arquidiócesis existían 602 parroquias agrupadas desde 2008 en 87 ensembles paroissiaux (unidades pastorales), a su vez agrupadas en 28 decanatos y estos en 5 zonas pastorales:
1. zona pastoral de Toulouse: 14 decanatos;
2. zona pastoral Le Comminges: 5 decanatos;
3. zona pastoral Le Lauragais: 2 decanatos;
4. zona pastoral rural centro: 4 decanatos;
5. zona pastoral rural norte: 3 decanatos.

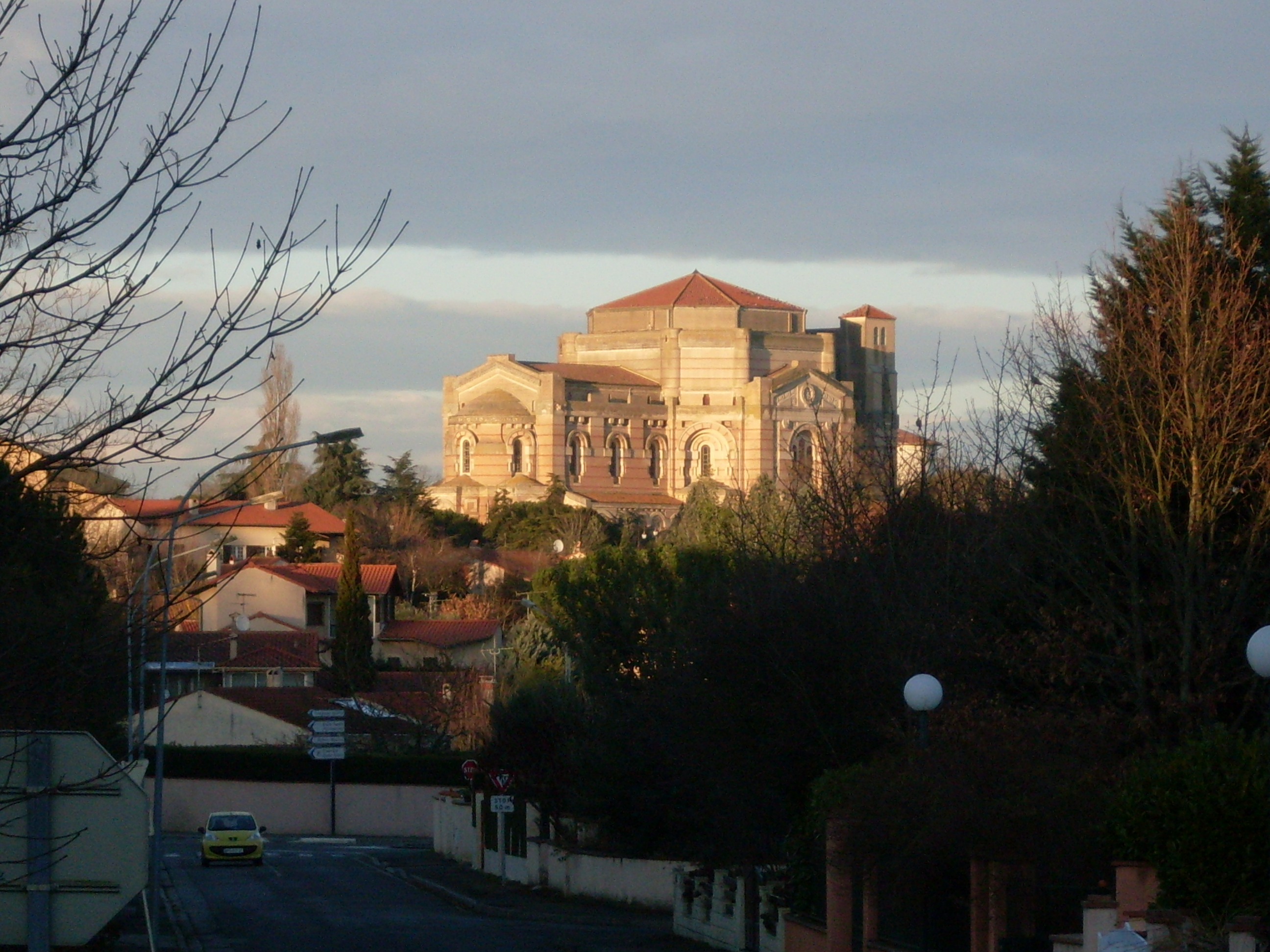
Basílica de Santa Germana, en Pibrac

## Historia

Mapa de la arquidiócesis antes de la Revolución francesa

La diócesis de Toulouse fue erigida a mediados del siglo III por san Saturnino, quien evangelizó la región. Los descubrimientos arqueológicos y epigráficos certifican con certeza la presencia de una importante comunidad cristiana en la zona de Toulouse en el siglo IV. Entre los primeros obispos destacó especialmente el obispo Rodanio, quien en el Concilio de Béziers de 356 se negó a someterse al arrianismo que apoyaba el emperador Constancio II y por ello fue exiliado a Frigia junto con Hilario de Poitiers.
Toulouse formaba parte de la Galia Narbonense I y su diócesis era sufragánea de la arquidiócesis de Narbona. En 507, después de que Clodoveo I conquistara la ciudad, la diócesis pasó a formar parte de la provincia eclesiástica de Bourges, ya que Narbona había permanecido bajo el dominio de los visigodos. A partir del siglo VIII, cuando Septimania entró también en el reino de los francos, Toulouse volvió a su provincia eclesiástica original.
Entre los siglos XI y XIII la herejía cátara hizo estragos en la diócesis, contra la que se combatió enérgicamente convocando la Cruzada albigense. El papa Gregorio IX, para ocuparse más del movimiento cátaro, estableció el tribunal de la Inquisición en Toulouse, que estuvo activo hasta 1255, y creó una universidad, el Studium generali.
El 23 de julio de 1295 Toulouse cedió una parte de su territorio para la erección de la diócesis de Pamiers mediante la bula Romanus Pontifex del papa Bonifacio VIII.
A principios del siglo XIV Pierre de La Chapelle-Taillefert fue el primer obispo de Toulouse creado cardenal. En los siglos siguientes, Toulouse fue a menudo sede cardenalicia.
El 11 de julio de 1317 la sede de Toulouse fue elevada al rango de arquidiócesis metropolitana mediante la bula Salvator noster del papa Juan XXII y al mismo tiempo cedió porciones de su territorio para la erección de cuatro diócesis con la misma bula: Montauban, Saint-Papoul, Lombez y Rieux. El 26 de septiembre de 1317 se erigieron otras dos diócesis con territorio desmembrado de Toulouse: la diócesis de Lavaur y la diócesis de Mirepoix, mediante la bula Salvator noster.
El protestantismo apareció en Toulouse en 1532, llevado por estudiantes extranjeros. En 1550 el cardenal Odet de Coligny, arzobispo de la ciudad, dimitió para abrazar la Reforma protestante, catorce años más tarde se casó. Fue excomulgado por el papa Pío IV en 1563 y degradado de su dignidad cardenalicia y de todos sus beneficios eclesiásticos. Mientras tanto en 1563 los católicos se habían reunido en una liga para defender las prerrogativas del catolicismo, obteniendo el dominio de la ciudad de 1586 a 1595. El rey Enrique IV de Francia no fue reconocido hasta 1596.
Tras el concordato mediante la bula Qui Christi Domini del papa Pío VII del 29 de noviembre de 1801, la arquidiócesis modificó sus fronteras para adaptarse a los departamentos de Alto Garona y Ariège, incluyendo así el territorio de las diócesis de Couserans, Pamiers y de Rieux, así como parte del territorio de las diócesis de Comminges, Lectoure, Lombez, Mirepoix, Montauban y Saint-Papoul.
Todas las diócesis mencionadas fueron suprimidas, mientras que la de Pamiers fue restablecida el 6 de octubre de 1822 mediante la bula Paternae charitatis del papa Pio VII, obteniendo su territorio de la arquidiócesis de Toulouse. En esa fecha los arzobispos de Toulouse tuvieron el privilegio de añadir a su propio título el de los arzobispos de Narbona.
El 19 de enero de 1935 los títulos de las diócesis de Comminges y Rieux, sedes suprimidas que caían dentro del territorio arzobispal, fueron reconocidos también a los arzobispos de Toulouse.
El 8 de diciembre de 2002, con la reorganización de los distritos eclesiásticos franceses, la metrópolis de Toulouse perdió la diócesis de Carcasona, mientras se ampliaba adquiriendo las antiguas metrópolis de Albi y de Auch, con sus sufragáneas.
El 14 de junio de 2006 el título de Narbona fue transferido a los obispos de Carcasona, en cuyo territorio se encuentra la antigua sede metropolitana.

## Estadísticas
Según el Anuario Pontificio 2023 la arquidiócesis tenía a fines de 2022 un total de 843 390 fieles bautizados.
| Año                                                                             | Población            | Población | Población      | Sacerdotes | Sacerdotes    | Sacerdotes    | Bautizados por sacerdote | Diáconos permanentes | Religiosos | Religiosos | Parroquias |
| Año                                                                             | Bautizados católicos | Total     | % de católicos | Total      | Clero secular | Clero regular | Bautizados por sacerdote | Diáconos permanentes | Varones    | Mujeres    | Parroquias |
| ------------------------------------------------------------------------------- | -------------------- | --------- | -------------- | ---------- | ------------- | ------------- | ------------------------ | -------------------- | ---------- | ---------- | ---------- |
| 1950                                                                            | 451 200              | 458 647   | 98.4           | 591        | 431           | 160           | 763                      |                      | 160        | 1280       | 575        |
| 1969                                                                            | 600 000              | 686 760   | 87.4           | 639        | 401           | 238           | 938                      |                      | 439        | 1492       | 192        |
| 1980                                                                            | 688 000              | 802 800   | 85.7           | 515        | 345           | 170           | 1335                     | 2                    | 314        | 1055       | 628        |
| 1990                                                                            | 771 703              | 892 503   | 86.5           | 415        | 277           | 138           | 1859                     | 11                   | 322        | 832        | 632        |
| 1999                                                                            | 880 000              | 1 029 000 | 85.5           | 396        | 238           | 158           | 2222                     | 15                   | 341        | 672        | 633        |
| 2000                                                                            | 880 000              | 1 047 000 | 84.0           | 382        | 241           | 141           | 2303                     | 17                   | 269        | 680        | 633        |
| 2001                                                                            | 879 000              | 1 047 000 | 84.0           | 367        | 228           | 139           | 2395                     | 18                   | 311        | 634        | 633        |
| 2002                                                                            | 866 667              | 1 047 000 | 82.8           | 366        | 231           | 135           | 2367                     | 17                   | 305        | 509        | 633        |
| 2003                                                                            | 722 430              | 1 047 000 | 69.0           | 368        | 233           | 135           | 1963                     | 19                   | 267        | 610        | 633        |
| 2004                                                                            | 722 420              | 1 047 000 | 69.0           | 357        | 224           | 133           | 2023                     | 18                   | 266        | 507        | 633        |
| 2006                                                                            | 743 160              | 1 126 000 | 66.0           | 384        | 223           | 161           | 1935                     | 18                   | 281        | 487        | 629        |
| 2010                                                                            | 763 000              | 1 200 000 | 63.6           | 305        | 203           | 102           | 2501                     | 23                   | 215        | 424        | 630        |
| 2014                                                                            | 788 600              | 1 260 226 | 62.6           | 249        | 161           | 88            | 3167                     | 29                   | 470        | 71         | 628        |
| 2017                                                                            | 798 900              | 1 317 668 | 60.6           | 235        | 145           | 90            | 3399                     | 32                   | 195        | 352        | 604        |
| 2020                                                                            | 841 870              | 1 390 000 | 60.6           | 227        | 141           | 86            | 3708                     | 38                   | 164        | 269        | 602        |
| 2022                                                                            | 843 390              | 1 392 500 | 60.6           | 211        | 132           | 79            | 3997                     | 45                   | 155        | 245        | 602        |
| Fuente: Catholic-Hierarchy, que a su vez toma los datos del Anuario Pontificio. |                      |           |                |            |               |               |                          |                      |            |            |            |

## Episcopologio

### Obispos
- San Saturnino † (?-250 falleció)
- Mamertino? † (mencionado el 1 de agosto de 314)[nota 2]
- San Ilario † (siglo IV)
- Rodanio † (mencionado en 356)[nota 3]
- San Silvio † (siglo IV)
- San Exuperio † (antes del 20 de febrero de 405-circa 411/412)
- San Eraclio (o Eracliano) † (mencionado el 10 de septiembre de 506)
- Magnolfo † (mencionado en 585)
- Willigisilo (o Hiltigisilo) † (antes del 10 de octubre de 614-después del 27 de septiembre de 626 o 627)
- San Eremberto † (después de 657-después de 668 renunció)[nota 4]
- San Germerio † (694-695 falleció)
- Arrizio † (antes del 19 de mayo de 785-después del 27 de junio de 788)
- Mancio (Mansio) † (inicios del siglo IX)
- Samuele † (mencionado el 5 de abril de 844)
- Salomone † (mencionado en 859/860)
- Elisachar † (antes del 3 de noviembre de 862-después de 863/864)
- Bernone o Bernardo † (antes del 6 de abril de 883-después del 17 de noviembre de 892)
- Arimando (Armando) † (antes de octubre de 904-después del 2 de enero de 922)
- Ugo † (antes del 1 de julio de 928-después del 22 de enero de 973)
- Isolo † (antes del 8 de marzo de 974-después del 1 de junio de 986)
- Raymond † (antes del 28 de junio de 987-después del 1 de octubre de 1010)
- Hugues I † (después de 1010-antes de 1031)
- Pierre Roger † (antes del 16 de agosto de 1031-después del 27 de agosto de 1032)
- Arnaud † (antes del 23 de junio de 1035-después del 13 de septiembre de 1056)
- San Durand de Breton, O.S.B. † (antes de junio de 1058 o 1059-8 de mayo de 1071 falleció)
- Isarn de Lavaur † (antes del 6 de diciembre de 1071-7 de febrero de 1105 falleció)
- Amiel Raymond du Puy † (antes del 20 de marzo de 1105-después del 22 de abril de 1139)
- Raymond de Lautrec † (antes de mayo de 1140-10 de abril de 1163 falleció)
- Bernard Bonhomme, O.S.A. † (antes del 30 de abril de 1163-8 de marzo de 1164 falleció)
- Gérard de Labarthe † (agosto de 1164-después de septiembre de 1170 nombrado arzobispo de Auch)
- Hugues II, O.S.A. † (marzo de 1173-16 de abril de 1175 falleció)
- Bertrand de Villemur, O.S.B. † (antes del 27 de abril de 1176-antes del 23 de febrero de 1179 falleció)
- Fulcrand † (antes de octubre de 1179-7/28 de septiembre de 1200 falleció)
- Raymond de Rabastens † (febrero de 1202-julio o septiembre de 1205 depuesto)
- Beato Fulco de Marsella, O.Cist. † (octubre/noviembre de 1205-25 de diciembre de 1231 falleció)
- Raymond du Falga, O.P. † (21 de marzo de 1232-19 de octubre de 1270 falleció)
- Bertrand de l'Isle-Jourdain, O.S.A. † (20 de octubre de 1270-31 de enero de 1286 falleció)
- Hugues Mascaron, O.S.A. † (antes del 19 de marzo de 1286-2 de diciembre de 1296 falleció)
- San Luigi d'Angiò, O.F.M. † (30 de diciembre de 1296-19 de agosto de 1297 falleció)
- Arnaud-Roger de Comminges, O.S.A. † (2 de diciembre de 1297-3 de octubre de 1298 falleció)[nota 5]
- Pierre de la Chapelle Taillefer † (25 de octubre de 1298-15 de diciembre de 1305 renunció)
- Gaillard de Preyssac † (22 de enero de 1306-25 de junio de 1317 depuesto)

### Arzobispos
- Jean-Raymond de Comminges † (13 de noviembre de 1317-18 de diciembre de 1327 renunció)
- Guillaume de Laudun, O.P. † (19 de diciembre de 1327-1345 renunció)
- Raymond de Canilhac, C.R.S.A. † (28 de marzo de 1345-17 de diciembre de 1350 renunció)
- Étienne Aldebrand, O.S.B. † (22 de diciembre de 1350-15 de marzo de 1360 falleció)
- Geoffroy de Vayroles † (10 de marzo de 1361-10 de marzo de 1376 falleció)
  - Jean de Cardailhac † (8 de noviembre de 1378-7 de octubre de 1390 falleció) (administrador apostólico)
- François de Conzié † (17 de octubre de 1390-19 de septiembre de 1391 nombrado arzobispo de Narbona)
- Pierre de Saint Martial † (19 de septiembre de 1391-1 de diciembre de 1401 falleció)
- Pierre Ravat, C.R.S.A. † (18 de septiembre de 1405-1409 depuesto)
- Vital de Castelmourou † (29 de julio de 1409-1 de agosto de 1410 falleció)
- Domenico da Firenze, O.P. † (24 de agosto de 1410-17 de marzo de 1422 falleció)
- Denis du Moulin † (10 de marzo de 1423-10 de junio de 1439 nombrado obispo de París)
- Pierre du Moulin † (10 de junio de 1439-3 de octubre de 1451 falleció)
- Bernard du Rosier † (3 de enero de 1452-1475 renunció)[nota 6]
- Pierre de Lyon † (5 de abril de 1475-enero de 1491 falleció)
- Hector de Bourbon † (18 de febrero de 1491-1502 falleció)
- Jean d'Orléans-Longueville † (29 de noviembre de 1503-24 de septiembre de 1533 falleció)
- Gabriel de Gramont † (17 de octubre de 1533-26 de marzo de 1534 falleció)
  - Odet de Coligny de Châtillon † (29 de abril de 1534-20 de octubre de 1550 renunció) (administrador apostólico)
  - Antoine Sanguin de Meudon † (20 de octubre de 1550-25 de noviembre de 1559 falleció) (administrador apostólico)
  - Robert de Lénoncourt † (1560-4 de febrero de 1561 falleció) (administrador apostólico)[nota 7]
  - Georges d'Armagnac † (31 de agosto de 1562-6 de enero de 1577 nombrado arzobispo de Aviñón) (administrador apostólico)
- Paul de Foix † (5 de noviembre de 1582-29 de mayo de 1584 falleció)
- Georges d'Armagnac † (8 de junio de 1584-10 de julio de 1585 falleció)
- François de Joyeuse † (4 de noviembre de 1588-1 de diciembre de 1604 nombrado arzobispo de Ruan)
  - Sede vacante (1604-1613)
- Louis de Nogaret de La Valette † (26 de agosto de 1613-17 de mayo de 1627 renunció)
- Charles de Montchal † (17 de mayo de 1627-22 de agosto de 1651 falleció)
- Pierre de Marca † (23 de marzo de 1654-5 de junio de 1662 nombrado arzobispo de París)
- Charles-François d'Anglure de Bourlémont † (15 de septiembre de 1664-25 de noviembre de 1669 falleció)
- Piero Bonsi † (28 de septiembre de 1671-12 de marzo de 1674 nombrado arzobispo de Narbona)
- Joseph de Montpezat de Carbon † (6 de mayo de 1675-17 de junio de 1687 falleció)
- Jean-Baptiste-Michel Colbert † (12 de octubre de 1692[nota 8]-11 de julio de 1710 falleció)
- René-François de Beauvau du Rivau † (11 de diciembre de 1713-28 de mayo de 1721 nombrado arzobispo de Narbona)
- Henri de Nesmond † (14 de enero de 1722-26 de mayo de 1727 falleció)
- Jean-Louis Berton des Balbes de Crillon † (22 de septiembre de 1727-14 de diciembre de 1739 nombrado arzobispo de Narbona)
- Charles-Antoine de la Roche-Aymon † (11 de noviembre de 1740-18 de diciembre de 1752 nombrado arzobispo de Narbona)
- François de Crussol d'Uzès † (26 de septiembre de 1753-30 de abril de 1758 falleció)
- Arthur-Richard Dillon † (2 de agosto de 1758-25 de febrero de 1763 renunció)[nota 9]
- Étienne-Charles de Loménie de Brienne † (21 de marzo de 1763-8 de marzo de 1788 renunció)[nota 10]
- François de Fontanges † (15 de septiembre de 1788-5 de noviembre de 1801 renunció)
- Claude-François-Marie Primat, C.O. † (9 de abril de 1802-10 de octubre de 1816 falleció)
- François de Bovet † (1 de octubre de 1817-1 de abril de 1820 renunció)
- Anne-Antoine-Jules de Clermont-Tonnerre † (28 de agosto de 1820-21 de febrero de 1830 falleció)
- Paul-Thérèse-David d'Astros † (16 de marzo de 1830-29 de septiembre de 1851 falleció)
- Jean-Marie Mioland † (29 de septiembre de 1851 por sucesión-16 de julio de 1859 falleció)
- Florian-Jules-Félix Desprez † (30 de julio de 1859-21 de enero de 1895 falleció)
- François-Désiré Mathieu † (25 de junio de 1896-27 de noviembre de 1899 renunció)
- Jean-Augustin Germain † (7 de diciembre de 1899-1 de junio de 1928 falleció)
- Jules-Géraud Saliège † (6 de diciembre de 1928-5 de noviembre de 1956 falleció)
- Gabriel-Marie Garrone † (5 de noviembre de 1956 por sucesión-5 de marzo de 1966 renunció[nota 11])
- Louis-Jean-Frédéric Guyot † (28 de abril de 1966-16 de noviembre de 1978 renunció)
- André Charles Collini † (16 de noviembre de 1978 por sucesión-3 de diciembre de 1996 retirado)
- Emile Marcus, P.S.S. (3 de diciembre de 1996-11 de julio de 2006 retirado)
- Robert Jean Louis Le Gall, O.S.B. (11 de julio de 2006-9 de diciembre de 2021 retirado)
- Guy André Marie de Kérimel, Comm. l'Emm., desde el 9 de diciembre de 2021